# Ladislav Belovič
Ladislav Belovič es un deportista eslovaco que compitió en piragüismo en la modalidad de aguas tranquilas. Ganó una medalla de oro en el Campeonato Mundial de Piragüismo de 2002, y una medalla de oro en el Campeonato Europeo de Piragüismo de 2002, ambas en la prueba de K4 200 m.

## Palmarés internacional
| Campeonato Mundial | Campeonato Mundial | Campeonato Mundial | Campeonato Mundial |
| Año                | Lugar              | Medalla            | Competición        |
| ------------------ | ------------------ | ------------------ | ------------------ |
| 2002               | Sevilla (España)   | Medalla de oro     | K4 200 m           |
| Campeonato Europeo |                    |                    |                    |
| Año                | Lugar              | Medalla            | Competición        |
| 2002               | Szeged (Hungría)   | Medalla de oro     | K4 200 m           |